# Rhyticeros everetti
Il bucero di Sumba (Rhyticeros everetti Rothschild, 1897) è un uccello della famiglia dei Bucerotidi diffuso solamente sull'isola indonesiana di Sumba.
L'epiteto specifico commemora Alfred Hart Everett (1848-1898), un funzionario e amministratore britannico nel Borneo che divenne celebre come ornitologo, naturalista e raccoglitore di esemplari zoologici.
Nel 2017 il bucero di Sumba è stato valutato dalla Lista Rossa delle specie minacciate della IUCN come «specie vulnerabile» (Vulnerable).

## Descrizione
Il bucero di Sumba raggiunge una lunghezza corporea di 55 centimetri. Nel maschio il becco misura in media 14,6 centimetri, mentre nella femmina è solo leggermente più piccolo, misurando 14 centimetri. Il dimorfismo sessuale è poco evidente.

### Maschio
La testa e il collo del maschio sono di colore marrone scuro. Il piumaggio del corpo, le ali e la coda sono neri. La parte superiore del corpo presenta dei riflessi verde metallico. Il becco è giallo pallido con una macchia bruno-rossastra nella parte centrale che si estende su entrambe le mascelle. Il casco, ornamento tipico dei buceri, è appiattito e presenta fino a sei scanalature; il suo colore varia dal giallo pallido al color corno. La pelle nuda intorno all'occhio è blu scuro. Le palpebre sono rosa brillante e formano un anello intorno all'occhio. La zona di pelle nuda sulla gola è particolarmente estesa: è di colore blu pallido con una macchia blu scuro appena sotto la gola. Gli occhi sono bruno-rossastri, le zampe e i piedi sono neri.

### Femmina e giovane
Le femmine adulte sono più piccole dei maschi e hanno la testa e il collo neri, ma sotto tutte le altre caratteristiche sono simili al maschio.
Nei giovani esemplari entrambi i sessi mostrano inizialmente un piumaggio che ricorda quello del maschio. Nelle femmine adolescenti, in seguito, le piume di collo e testa vengono rimpiazzate da piume scure, diventando come quelle delle femmine adulte. Il becco è giallo pallido e il casco non si è ancora sviluppato.

## Biologia
Il bucero di Sumba vive principalmente in coppia o in piccoli gruppi familiari. Di tanto in tanto, tuttavia, fino a circa 70 esemplari si riuniscono nei dormitori comuni dove trascorrono la notte. Le coppie si separano da tali stormi uno o due mesi prima dell'inizio del periodo riproduttivo. Gli esemplari subadulti vivono insieme in piccoli gruppi.
Fino ad ora, i buceri di Sumba sono stati visti mangiare solo frutta. Gli alberi carichi di frutti vengono difesi strenuamente contri i potenziali concorrenti. Come quella di tutti gli altri buceri, comunque, è possibile che anche la dieta di questa specie comprenda una piccola parte di prede animali.
Le abitudini riproduttive della specie non sono state ancora studiate.

## Distribuzione e habitat

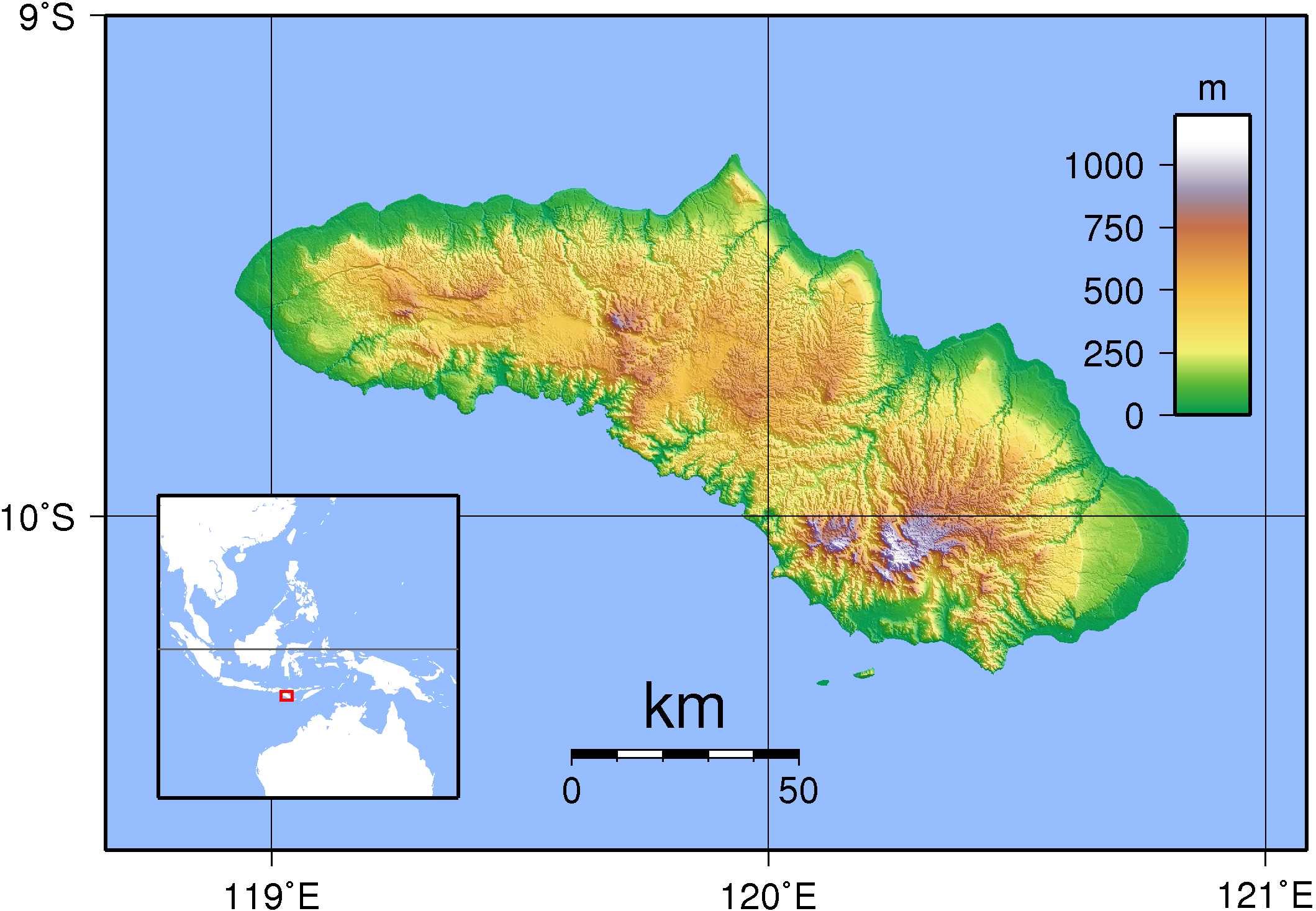
Topografia di Sumba.

Il bucero di Sumba vive esclusivamente a Sumba, un'isola di 11.150 km² appartenente alla provincia indonesiana delle Piccole Isole della Sonda orientali. L'isola è attraversata in direzione est-ovest da una regione montuosa lunga 150 km e larga fino a 40 km che la divide in due regioni climatiche ben distinte. Nella parte sud-occidentale le precipitazioni sono più abbondanti e in un anno possono cadere fino ad un massimo di 1600 mm di pioggia, mentre la parte nord-orientale è più arida e le precipitazioni talvolta non superano i 600 mm annui.
Il bucero di Sumba vive solamente nelle foreste primarie. Nelle foreste secondarie e nelle zone coperte da alberi sparsi si spinge solamente per andare in cerca di cibo. Oggi sull'isola rimane solamente il 16% della copertura forestale originaria prediletta dal bucero: praticamente solo le colline e le valli incassate tra versanti scoscesi sono ricoperte da foresta. I grandi alberi di fico un tempo tipici dell'interno sono stati in gran parte sostituiti dalle colture di sussistenza che danno cibo agli oltre 600.000 abitanti dell'isola.

## Rapporti con l'uomo
Il bucero di Sumba è sempre stato cacciato e mangiato dalla popolazione locale e la caccia continua ancora oggi. Tuttavia, rispetto alla continua distruzione dell'habitat della specie, tale pratica non è considerata un fattore primario nel declino della popolazione.